# Parafia św. Judy Tadeusza w Łuczaju
Parafia Świętego Judy Tadeusza w Łuczaju (biał. Парафія Св. Юды Тадэвуша y Лучаі) – parafia rzymskokatolicka w Łuczaju. Należy do dekanatu postawskiego diecezji witebskiej. Została utworzona w 1755 roku.

## Historia
W 1744 roku w Łuczaju znajdowała się kaplica podlegająca parafii w Duniłowiczach. W 1755 roku ufundowano parafię w Łuczaju. 26 maja 1766 roku Elżbieta z Ogińskich Puzynina wydzieliła fundusze na prowadzenie misji jezuickiej w Łuczaju, dając dom na rezydencje zakonną, plac pod budowę kościoła oraz 160 tysięcy złotych polskich. W latach 1766–76 wybudowano kościół z fundacji Tadeusza Ogińskiego i bp. Puzyny w stylu barokowym, w pierwszej połowie XIX wieku przebudowany w stylu klasycyzmu. W 1770 w domu zakonnym mieszkało 6 misjonarzy, dwa lata później 8. Po kasacie zakonu w 1773 roku kościół stał się siedzibą parafii. W 1777 roku świątynię pod wezwaniem św. Tadeusza, św. Ignacego i św. Ksawerego konsekrował bp. Feliks Towiański. Parafia leżała w dekanacie połockim diecezji wileńskiej. W 1781 liczyła 2436 katolików, plebanię stanowił drewniany klasztor pojezuicki. W latach 1798–1849 parafia leżała w diecezji mińskiej. W 1842 liczyła 4359 katolików. W latach 1849–1925 parafia leżała w diecezji wileńskiej, a następnie do 1989 roku w archidiecezji wileńskiej. W 1863 roku liczyła 4435 katolików, na jej terenie znajdowały się kaplice cmentarne w Łuczaju i Hruzdowie. W 1866 w miasteczku Łuczaj mieszkało 58 katolików. W 1872 roku parafia leżała w dekanacie nadwilejskim, liczyła 4893 katolików, w 1881 roku 5222, w 1889 roku 5619, w 1892 roku 6671, w 1910 roku 6525, w 1934 roku 6455.
W 1948 roku władze sowieckie aresztowały proboszcza ks. Jana Romejkę i wywiozły do Kazachstanu. Za kapłanami pojechała parafianka Hanna Dubowik (siostra Michaela). Mimo iż w parafii nie było księdza katolicy zbierali się na nabożeństwa. Kościół został zamknięty, a w 1971 roku budynek przeznaczono na hurtownię metalu. Księża przyjeżdżali wówczas do Łuczaju nielegalnie by udzielić wiernym sakramentów. 16 marca 1990 roku kościół został zwrócony wiernym.
15 czerwca 2008 roku na terenie parafii bp. Władysław Blin odsłonił i poświęcił pomnik papieża Benedykta XVI. Powstał on z inicjatywy proboszcza ks. Mikołaja Lipskiego i kapłanów diecezji witebskiej wyświęconych za pontyfikatu tego papieża. Pomnik zaprojektowali i wykonali białoruscy artyści z Mińska.

## Wydzielone parafie
Z parafii wydzielono parafie: 
- św. Stefana i św. Floriana w Cieszyłowie
- Podwyższenia Krzyża Świętego w Hruzdowie
- Bożego Miłosierdzia i Joachima i Anny w Nowosiółkach

## Kaplice parafialne
Nabożeństwa odbywają się również w Starym Dworze.

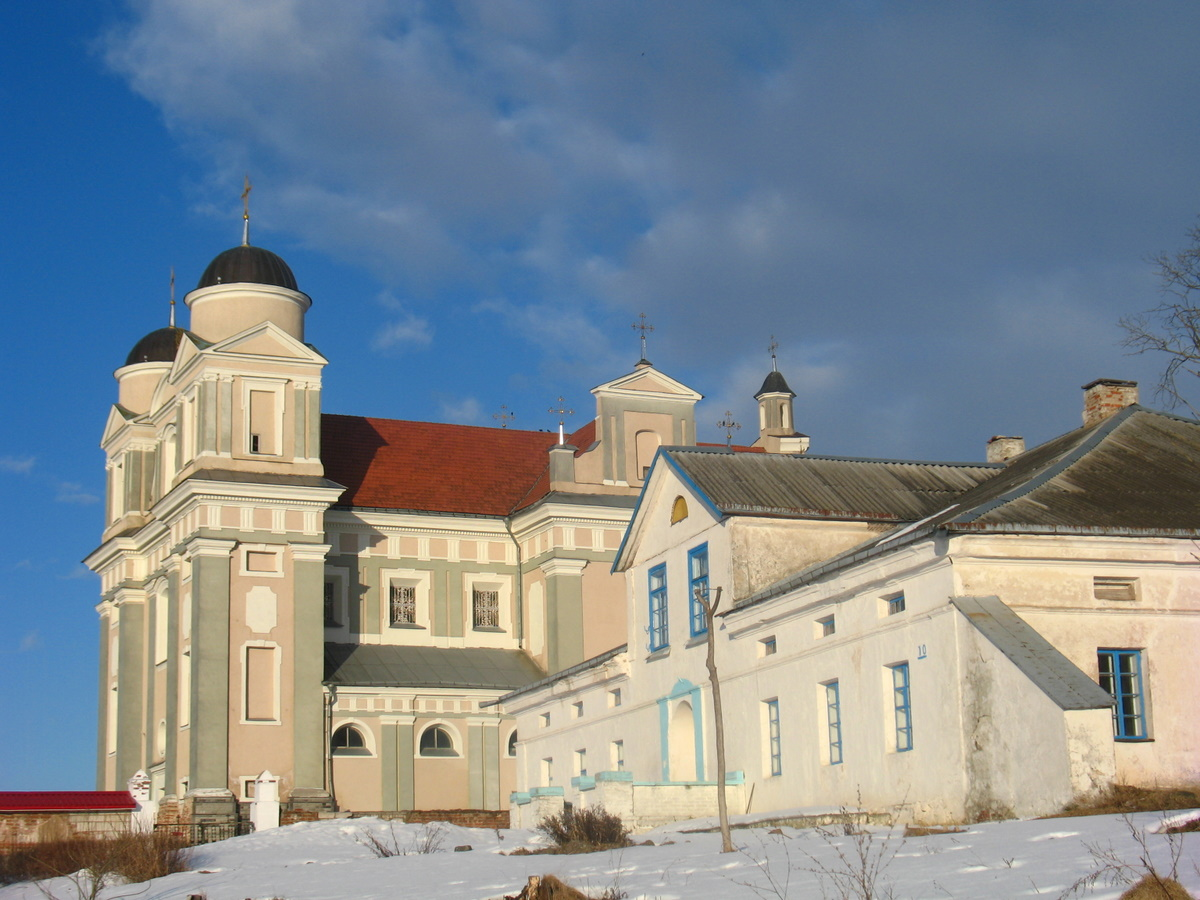
Kościół i plebania

## Misjonarze i proboszczowie parafii
| imię i nazwisko                                            | daty urzędowania |
| Klasztor Jezuitów                                          | 1755 – 1773      |
| ---------------------------------------------------------- | ---------------- |
| o. Józef Smykowski SJ                                      | 1766 – 1767      |
| o. Ignacy Puzyna SJ                                        | 1767 – 1768      |
| o. Michał Butler SJ                                        | 1767 – 1768      |
| o. Mikołaj Racewicz SJ                                     | 1768 – 1769      |
| o. Adam Rakowski SJ                                        | 1768 – 1769      |
| o. Władysław Gołaszewski SJ                                | 1769 – 1774      |
| o. Antoni Rymkiewicz SJ                                    | 1773 – 1774      |
| Parafia diecezjalna                                        | 1773             |
| Ks. Mikołaj Będzkowski                                     | 1778 – 1797      |
| Ks. Józef Baczkowski                                       | 1803 – 1804      |
| Ks. Józef Hryniewicki                                      | 1818 – 1833      |
| Ks. Tomasz Palewicz (administrator)                        | 1843             |
| Ks. Seweryn Chalimowicz (administrator)                    | 1859 – 1872      |
| Ks. Abdon Andrzejkowicz (administrator)                    | 1871 – 1875      |
| Ks. Jerzy Moczulski                                        | 1889 – 1892      |
| Ks. Lubomir Gadon                                          | 1901 – 1902      |
| Ks. Jan Kunicki                                            | 1909 – 1917      |
| Ks. Bolesław Maciejewski (administrator)                   | 1933 – 1934      |
| Ks. Władysław Sadowski (administrator)                     | 1929 – 1934      |
| Ks. Piotr Brukwicki (administrator)                        | 1937 – 1938      |
| Ks. Jan Romejko                                            | 1938 – 1944      |
| Ks. Czesław Baryński                                       | 1945 – 1948      |
| Ks. Krzysztof Pożarski (proboszcz parafii w Duniłowiczach) | 1992             |
| Ks. Jan Masin SVD (proboszcz parafii w Duniłowiczach)      | 1994             |
| Ks. Piotr Wróbel (proboszcz parafii w Duniłowiczach)       | 1995 – 1999      |
| Ks. Jan Pugaczow                                           | 2003 – 2006      |
| Ks. Mikołaj Lipski (administrator)                         | 2006 – 2017      |
| Ks. Jewgienij Michajłow                                    | 2017 –           |